# Federação Cabo-Verdiana de Futebol
A Federação Cabo-Verdiana de Futebol é o órgão que dirige e controla o futebol de Cabo Verde, comandando as competições nacionais e a Seleção Cabo-Verdiana de Futebol. A sede deste órgão está localizada em Praia.
A federação é filiada à FIFA, CAF e à União de Futebol da África Ocidental (WAFU). Em maio de 2022, ela também tornou-se um membro fundador da União das Federações de Futebol de Língua Portuguesa.

## Estatística
- Fundação: 1982
- Afiliada da FIFA: 1986
- Afiliada da CAF: 2000

- Presidente: Mário Semedo
- Vice-Presidente: Rui Évora
- Seleccionador: Rui Águas